# کالین کوکرن
کالین کوکرن (انگلیسی: Colin Cochrane؛ 26 August 1921 – ۱۹۸۵ (۶۳−۶۴ سال)) بازیکن فوتبال بود.
از باشگاه‌هایی که در آن بازی کرده‌است می‌توان به باشگاه فوتبال منزفیلد تاون اشاره کرد.